# Philip Bailey
Philip Irvin Bailey (Denver, 8 maggio 1951) è un cantautore statunitense, membro degli Earth, Wind & Fire.
Ha vinto un Grammy Award ed è stato inserito nella Rock and Roll Hall of Fame e nella Vocal Group Hall of Fame.

## Carriera

### Negli Earth, Wind & Fire
Dopo essersi diplomato nel 1969 nella East High School di Denver, comincia a suonare nei Friends & Love, una band locale di R&B. Gli artisti che maggiormente l'hanno influenzato sono Stevie Wonder, John Coltrane e Miles Davis. Nel 1972, entra a fare parte ufficialmente degli Earth, Wind & Fire invitato dal fondatore e leader Maurice White. Sua è la voce particolare e cristallina che canta le principali parti alte soliste e corali degli EWF, infatti è dotato di un potente e al contempo graffiante falsetto che ancora mantiene dopo tanti anni di concerti, dopo il ritiro dalle scene di Maurice White, dal vivo Bailey canta anche la maggior parte delle sue parti vocali.

### Solista
Il suo album da solista più noto è stato Chinese Wall, nel quale spicca la canzone Easy Lover duettata con Phil Collins. L'album, che risale al 1984, è stato prodotto dallo stesso Collins e distribuito dalla Columbia Records. Easy Lover inoltre ha raggiunto il 2º posto nella U.S. Billboard Hot 100 e il 1º nella Official Singles Chart. Nel 1981 ha collaborato con la The Hawkins Family nel loro album live, The Hawkins Family Live. Nel 1999, Bailey ha inciso il suo primo album jazz, Dreams, insieme a Gerald Albright, Grover Washington, Jr. and Pat Metheny e nel 2002 il suo secondo Soul on Jazz.

### Attività extra-musicali
Ha partecipato al film Full Metal Jacket e alla serie televisiva Matlock.

## Discografia
- Continuation (1983)
- The Wonders of His Love (1984)
- Chinese Wall (1984)
- Triumph (1986)
- Inside Out (1986)
- Family Affair (1989)
- Philip Bailey (1994)
- Life and Love (1998)
- Dreams (1999)
- Soul on Jazz (2002)
- Love Will Find a Way (2019)